# Phrygilus
A Phrygilus a madarak osztályának verébalakúak (Passeriformes) rendjébe és a tangarafélék (Thraupidae) családjába tartozó nem. A nembe tartozó fajok besorolása vitatott, egyes szervezetek a Rhopospina, az Idiopsar, a Diuca és a Geospizopsis nembe sorolják ezeknek a fajoknak az egy részét.

## Rendszerezésük
A nemet Jean Louis Cabanis írta le 1844-ben, az alábbi fajok tartoznak ide:
- Phrygilus gayi
- Phrygilus patagonicus
- Phrygilus punensis
- Phrygilus atriceps

## Előfordulásuk
Dél-Amerika területén honosak, az Andok hegységben. Természetes élőhelyeik a mérsékelt övi, szubtrópusi és trópusi erdők és cserjések.

## Megjelenésük
Testhosszuk 15-17 centiméter körüli.